# Naissance en 1405
Naissance
- 1401
- 1402
- 1403
- 1404
- 1405
- 1406
- 1407
- 1408
- 1409

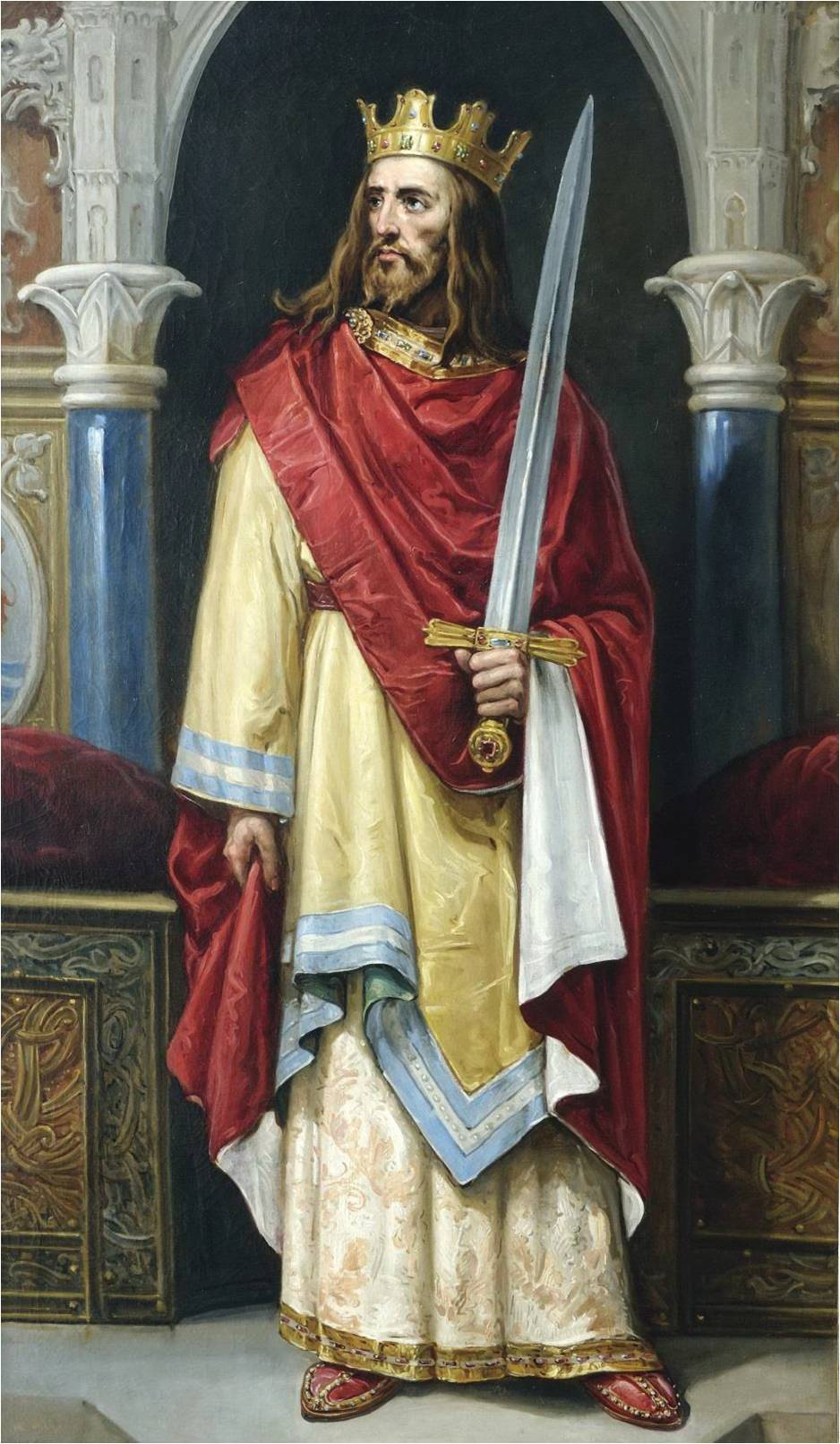
Jean II de Castille, né en 1405.

Cette page dresse une liste de personnalités nées au cours de l'année 1405  :
- 8 février : Constantin XI Paléologue, dernier empereur byzantin.
- 10 février : Roberto Valturio,  ingénieur, militaire et écrivain.
- 6 mars : Jean II de Castille, roi de Castille.
- 6 mai : Scanderbeg, seigneur d'origine albanaise, considéré comme un héros national dans son pays, pour sa résistance à l'Empire ottoman  († 17 janvier 1468).
- 9 juin : Giovanni Battista Mellini, dit le cardinal d'Urbino, cardinal italien.
- octobre : Jeanne de Laval, dame de Campzillon.
- 18 octobre : Pie II (Enea Silvio Piccolomini), 210e pape de l'Église catholique.

- Thibault d'Armagnac, homme de guerre comptant parmi les plus fidèles compagnons de Jeanne d'Arc.
- Richard Woodville, 1er comte Rivers.
- Komparu Zenchiku, acteur nō, directeur de troupe et dramaturge japonais.

date incertaine (vers 1405)
- Francesco Calcagnini, homme politique et lettré italien.
- Jaime Francisco de Cardona i de Aragón, évêque de Vic, de Gérone, d'Urgell et cardinal espagnol.
- Simon VIII de Lalaing, seigneur de Montigny, de Bugnicourt Saint-Christophe et de Santes.
- Thomas Malory, auteur ou le compilateur de Le Morte d'Arthur, considéré comme le premier roman arthurien moderne.

## Crédit d'auteurs
- Cet article est partiellement ou en totalité issu de l'article intitulé « 1405 » (voir la liste des auteurs).